# Чемпионат мира по шорт-треку 1980
Чемпионат мира по шорт-треку 1980 года проходил с 22 по 23 марта в Милане (Италия).

## Общий медальный зачёт
| Место         | Страна        | Золото | Серебро | Бронза | Всего |
| ------------- | ------------- | ------ | ------- | ------ | ----- |
| 1             | Канада        | 4      | 3       | 5      | 12    |
| 2             | Япония        | 4      | 4       | 2      | 10    |
| 3             | Франция       | 1      | 0       | 1      | 2     |
| 4             | Италия        | 1      | 0       | 0      | 1     |
| 5             | Австралия     | 0      | 2       | 1      | 3     |
| 6             | США           | 0      | 1       | 1      | 2     |
| Всего медалей | Всего медалей | 10     | 10      | 10     | 30    |

## Медалисты

### Мужчины
| Дисциплина       | Золото                                                | Серебро                                                               | Бронза                                                                     |
| ---------------- | ----------------------------------------------------- | --------------------------------------------------------------------- | -------------------------------------------------------------------------- |
| Многоборье       | Гаэтан Буше Канада                                    | Луи Гренье Канада                                                     | Марк Белла Франция                                                         |
| 500 м            | Марк Белла Франция                                    | Шейн Уоррен Австралия                                                 | Гаэтан Буше Канада                                                         |
| 1000 м           | Гаэтан Буше Канада                                    | Луи Бариль Канада                                                     | Кэнити Сугио Япония                                                        |
| 1500 м           | Гаэтан Буше Канада                                    | Луи Гренье Канада                                                     | Родни Бейтс Австралия                                                      |
| 3000 м           | Гаэтан Буше Канада                                    | Луи Гренье Канада                                                     | Шейн Уоррен Австралия                                                      |
| Эстафета, 5000 м | Канада Бенуа Бариль Гаэтан Буше Луи Бариль Луи Гренье | Австралия Майкл Ричмонд Майкл Хирн Родни Бейтс Шейн Уоррен Кен Стюарт | Япония Тацуёси Исихара Кэнити Сугио Масаки Ясуда Тосиаки Есида Хироси Тода |

### Женщины
| Дисциплина       | Золото                                                             | Серебро                                                                | Бронза                                                     |
| ---------------- | ------------------------------------------------------------------ | ---------------------------------------------------------------------- | ---------------------------------------------------------- |
| Многоборье       | Миёси Като Япония                                                  | Мика Като Япония                                                       | Кэти Тернбулл Канада                                       |
| 500 м            | Мика Като Япония                                                   | Глория Богацки США                                                     | Кэти Тернбулл Канада                                       |
| 1000 м           | Мика Като Япония                                                   | Миёси Като Япония                                                      | Кэти Тернбулл Канада                                       |
| 1500 м           | Миёси Като Япония                                                  | Мика Като Япония                                                       | Кэти Тернбулл Канада                                       |
| 3000 м           | Миёси Като Япония                                                  | Кэти Тернбулл Канада                                                   | Глория Богацки США                                         |
| Эстафета, 3000 м | Италия Анджела Фисина Даниэла Орджиази Марция Перетти Елена Бельчи | Япония Сейко Мидзутани Мика Като Минако Кувабара Миёси Като Куми Каваи | США Маргарет Бернс Лидия Стефанс Глория Богацки Диана Брук |